# Polle Eduard
Polle Eduard, született Robbie Eduard (Delft, 1948. december 2.) holland énekes, gitáros, zeneszerző.

## Pályafutása
1965-től a Tee-Set, majd 1967-től az After Tea együttesek tagja volt. 1971-ben megalapította a Drama együttest, mely két évig működött. 
1973-ban szólókarrierbe kezdett, s írt dalokat Nico Haaknak. 1976-ban a Polydor kiadónál jelent meg Net Op Tijd c. szólólemeze, melyen megtalálható a De bokser c. száma, amelyet kislemezen is kiadtak. Egyik legismertebb dala az Ik wil jou lett, amely 1979-ben jelent meg és producere Peter Koelewijn volt.
1981-ben befejezte az együttműködést a Polydorral és a Mercury kiadóhoz szerződött, felvették a Sophie c. számot. 1983-ban együttesével, a Polle Eduard Banddal adta ki Onderweg ... hoezo? c. lemezét, melyen szerepelt az Ik Wil Je Nooit Meer Zien című sláger is.  A Ha, ha, ha, ha c. dalt Henny Vrientenel írta közösen.
1996-tól Rob de Nijs Pur Sang nevű együttesével játszott. 2000-ben megjelent De Rivier c. kislemeze és a Verslaafd Aan Jou c. albuma.
Polle Eduard több neves zenésszel dolgozott együtt, mint Peter Vermeulen, Chris Hinze, Jody Pijper és Rob de Nijs.